# Flesh (album)
Flesh – drugi album studyjny brytyjskiego muzyka Davida Graya. Wydawnictwo ukazało się we wrześniu 1994 oraz zostało wznowione 2 lipca 2001 roku (razem z albumem debiutanckim Graya A Century Ends).

## Lista utworów
Wszystkie utwory na płycie napisał i skomponował David Gray.
| 1.  | What Are You?   | 3:30  |
|     |                 |       |
| 2.  | The Light       | 4:10  |
|     |                 |       |
| 3.  | Coming Down     | 6:15  |
|     |                 |       |
| 4.  | Falling Free    | 3:25  |
|     |                 |       |
| 5.  | Made Up My Mind | 3:43  |
|     |                 |       |
| 6.  | Mystery of Love | 5:32  |
|     |                 |       |
| 7.  | Lullaby         | 3:39  |
|     |                 |       |
| 8.  | New Horizons    | 5:56  |
|     |                 |       |
| 9.  | Love's Old Song | 3:47  |
|     |                 |       |
| 10. | Flesh           | 5:21  |
|     |                 |       |
|     |                 | 45:18 |
|     |                 |       |

## Twórcy
- David Gray – śpiew, gitara
- Neil MacColl – śpiew, gitara, mandolina
- David Nolte – gitara basowa
- Seamus Beaghen – pianino
- Andy Metcalfe – organy, pianino
- Craig McClune – bębny, perkusja
- Roy Dodds – perkusja
- Simon Edwards – akustyczna gitara basowa